# 篱笆镇
篱笆镇，是中华人民共和国安徽省亳州市蒙城县下辖的一个乡镇级行政单位。

## 行政区划
篱笆镇下辖以下地区：
篱笆社区、郭集社区、戴园村、陶庄村、田集村、樊寨村、中单村、刘寨村、姜刘村、四里桥村、刘庙村、骆庙村、郑集村、王庙村、孙圩村、宋圩村和何塘村。